# Saturday Nightmare〜のろいのサマーバケーション
『Saturday Nightmare（サタデーナイトメア）〜のろいのサマーバケーション』は、オリジナルビデオとして製作され、2000年12月8日に発売された日本のホラー映画。DVDは未発売である。

## ストーリー
ある夏の日、主人公の元に差出人不明の案内状が届く。内容は「今度の土曜日に小学5年生の臨海学校の時に埋めたタイムカプセルを掘り起こす」という旨のものだった。
そして約束の日、現在は住人が管理人一人しかいない孤島に10年ぶりに集った6人だが、いつまでたっても他の同級生が現れない。痺れを切らした彼らは自分たちでタイムカプセルを掘り起こすが、中には不気味な木彫りの仮面が入っていた。それは小学5年生の時に彼らのいじめによって自殺した土方龍太の物だった。
その夜、彼らの前にその仮面をかぶった芝刈り機の男が現れ、襲いかかってきた。果たしてこの男は何者なのか、彼らは生きて帰れるのだろうか…。

## キャッチコピー
- 幼い日の罪が、復讐の刃となって甦る! あなたの心臓をえぐる恨みの刃…（パッケージ表）
- 一人一人、また仲間が消えていく… 電鋸（でんのこ）で次々と、肉の断片になっていく…（パッケージ裏）
- 悪夢のバケーション! あなたは逃げ惑い、そして絶叫するしかない…（パッケージ裏）

## キャスト
参照宇宙船YB 2001, p. 99
- 稲森七海 - 大河内奈々子
- 上島義広 - 木村剛
- 毛利真美 - 三輪ひとみ
- 尾永潤次 - 本郷慎一郎[2]
- 辻本かほる - 松本智代美
- 児玉正邦 - 草刈貴弘
- 柳田しおり - 桜菜々
- 佐野衛
- 玉野 - つじしんめい
- 男 - 永井正浩

## スタッフ
- 監督：清水厚
- 脚本：新間章正
- 製作：尾川匠、グルーヴコーポレーション
- プロデューサー：今井朝幸、太田裕輝
- 撮影：下元哲
- VE：市原敬司
- 録音：石川豊
- 美術：吉田直哉
- 特殊造形：山田陽、藤原鶴声
  - 協力：株式会社サンクアール
- CG：円谷映像CGルーム、志岐善啓
- 助監督：勝賀瀬重憲
- 制作担当：藤原恵美子
- 製作協力：円谷映像
- 発売元：ANEC
- 販売元：グルーヴコーポレーション